# Yújnov
Yújnov (en ruso: Ю́хнов) es una ciudad rusa, capital del raión homónimo en la óblast de Kaluga.
Se ubica sobre el río Ugrá, a 85 km al noroeste de Kaluga, donde la carretera R132 de Kaluga a Viazma se cruza con la A130 de Moscú a Róslavl.

## Historia
Este pueblo es conocido desde el siglo XVI
Los derechos de ciudad le fueron otorgados en 1777. En 1796, la ciudad se convirtió en el centro de un uyezd de la provincia de Smolensk.
En 1929 la ciudad se convirtió en el centro del raión de Yújnov.
Durante la Gran Guerra Patria, la ciudad fue capturada por las tropas alemanas. Después de la derrota de las tropas alemanas en la batalla de Moscú, los alemanes se retiraron utilizando tácticas de tierra quemada. Cuando las tropas soviéticas liberaron la ciudad el 5 de marzo de 1942, los edificios de la ciudad fueron destruidos e incendiados por los alemanes.
En 1977, la economía de la ciudad se basaba en una planta procesadora de madera, una fábrica de lino, una planta lechera y parte de una fábrica de ropa «Москва»
En enero de 1989, la población de la ciudad era de 6,1 mil personas, había una planta procesadora de madera, una fábrica de lino y una lechería.
En 2021, la ciudad tenía una población de 6610 habitantes. En su territorio no hay pedanías.

## Transporte
Desde 1874, la ciudad está situada a 35 km de la estación de tren de la línea Kaluga - Vyazma.